# 德州撲克
德州撲克（Texas hold'em，有時也簡稱為Hold'em或Holdem），簡稱德撲，是世界上最流行的公牌撲克衍生遊戲，也是國際撲克比賽的正式競賽項目之一。世界撲克大賽（World Series of Poker, WSOP）和世界撲克巡迴賽（World Poker Tour，WPT）的主赛事（Main Event）项目即是「無限注德州撲克」。德州撲克是位置順序影響最大的撲克衍生遊戲之一，每一輪的下注順序維持不變，它也是美國多數賭場內最受歡迎的撲克牌類遊戲，在美國以外的地區也十分流行，与桥牌的流行程度相当。理論上，一桌同時最多可容納22位（若不銷牌則為23位）牌手，但一般的情況下是2〜10人一桌。

## 目標
如同大多數撲克衍生遊戲一樣，德州撲克的目標是贏取彩池（pot，所有玩家於該局已下注籌碼的總和）中的彩金。
要贏得彩池中的彩金有兩種方式：
1. 在攤牌時，手牌與公牌可組成的牌型大於或等於其他所有未蓋牌玩家。
2. 透過加注迫使所有其他玩家蓋牌退出牌局，放棄贏取彩金的機會。

德州撲克不像一般的換牌撲克（Draw Poker）可以棄牌並換牌，德州撲克的玩法較類似梭哈（Stud Poker），玩家的手牌是固定不變的，只能透過自己的下注影響其他玩家，並透過觀察其他玩家的下注來推測可能的手牌。對玩家來說，遊戲目標不應是贏取單局彩金，而是基於數學(機率論)及心理學上做出正確的決定。因為如此一來，在期望回報值為正的情形下，可將每一局的平均利益最大化，長久下來贏錢的總額將會比輸錢多。

## 歷史

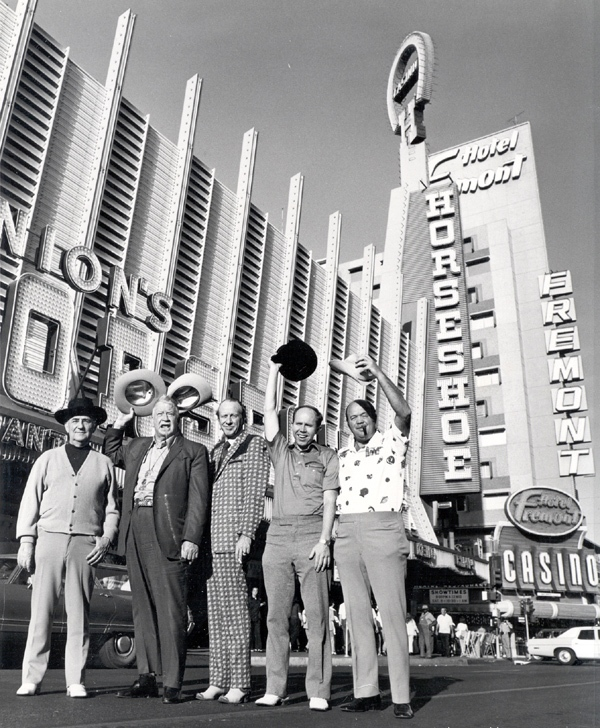
1974年世界撲克大賽時，Johnny Moss，Chill Wills，Amarillo Slim，Jack Binion，and Puggy Pearson攝於賓尼恩馬蹄鐵賭場

雖然德州撲克並沒有明確的起源，但是德州議會認定，德州羅比斯鎮（Robstown, Texas）為德州撲克的發源地，時間約為1900年代早期。1967年，一群來自德州的玩牌高手將德州撲克引進拉斯維加斯，其中包括Crandell Addington、多伊尔·布朗森（Doyle Brunson）及Amarillo Slim。Addington表示在1959年第一次接觸到此類遊戲，當時其尚未被稱為德州撲克，而是被簡單地稱為撲克，但是他認為若將名字改得更響亮將會更轟動。在最早的換牌撲克（Draw Poker）遊戲中，玩家只能下注兩次，但在德州撲克中改為下注四次，玩家在觀察與下注時需要更有策略性，相較於換牌撲克而言，德州撲克是個更需要思考及腦力激盪的遊戲。
早期只有拉斯維加斯的金塊賭場提供玩德州撲克的撲克室。當時金塊賭場的撲克室只是一個極簡陋的場所，但是因為它的地點及簡陋的室內設計，使得它的撲克室吸引不了比較富有的玩家，因此職業玩家們想要找一個更好的地點。1969年，拉斯維加斯的職業玩家被邀請到位於拉斯維加斯大道上的杜恩斯賭場 (現已拆除)裡進行德州撲克的遊戲。新的地點以及新加入的撲克玩家們為職業玩家創造出一個報酬可觀的遊戲。
Tom Moore和Vic Vickrey. Moore在企圖創立德州博弈協會(Texas Gambling Reunion)失敗後，1969年在雷諾市的第二次年度德州博弈協會時舉辦第一次撲克大賽，本次撲克大賽包含許多遊戲，其中亦包含了德州撲克。1970年，Jack Binion和Benny Binion父子取得了舉辦權，重新命名為世界撲克大賽（World Series of Poker，簡稱縮寫為WSOP），並移到拉斯維加斯的賓尼恩馬蹄鐵賭場(Binion's Horseshoe Casino)舉行，參加費用定為一萬美元，內容為梭哈（five-card stud）、deuce to seven、low-ball draw、低梭哈（razz）、七张桩牌扑克（seven-card stud）和德州撲克。一年後，新聞記者Ted Thackrey, Jr.建議把WSOP的主要賽事改為無限注德州撲克。此建議即刻被賓尼恩家族採用，此後無限注德州撲克便成為撲克世界系列大賽的主要賽事。1973年，WSOP的主賽事第一次由美國哥倫比亞廣播公司(CBS)進行電視轉播。1975年開始，WSOP主辦單位加送金手鏈給各單項比賽的冠軍。在接下來20年中，參與WSOP的玩家人数穩定成長，1972年超過100人，1991年突破200人，2010年突破7300人。
在此期間，Doyle Brunson出版了他的第一本以進階撲克策略為主題的撲克書－《Super/System》。儘管這本書是Doyle Brunson自行出版發行，且要價100元美金，內容雖顛覆了當時傳統的撲克策略卻仍然暢銷。《Super/System》作為第一本講解德州撲克策略的書籍，直到今日仍被許多玩家視為德州撲克的聖經。幾年後，Al Alvarez出版了一本記載撲克世界系列大賽賽事的書《The Biggest Game in Town》。書中詳細介紹了職業德州撲克玩家的世界及1981年世界撲克大賽的細節，被公認为推廣撲克的第一本撲克文學。
在1980年代，撲克玩家的人数在內華達州以外也迅速增長，雖然當時加利福尼亞州所允許的合法撲克只有換牌撲克（Draw Poker），但在1988年，德州撲克在Tibbetts v.Van De Kam, 271 Cal. Rptr (1990)的法案中被宣布為合法。很快的，加州各撲克室便開始提供德州撲克遊戲，於此法案中，德州撲克被認為是一種技巧為主的遊戲(game of skill)。不過對於加州法令而言，技巧或運氣為主並無差異。1980年代初期，愛爾蘭的職業博弈投注經紀人(bookmaker，台灣稱為組頭)Terry Rogers和Liam Flood到拉斯維加斯旅遊後，也將德州撲克引進至歐洲。
瑞士最高法院於2010年裁定德州撲克是一個以運氣機率為主的遊戲(game of chance)，因為“簡單的數學、策略及心理學在此遊戲中所佔的份量比不上運氣成份”。
因此於瑞士舉辦的德州撲克錦標賽需於合法賭場舉辦，且撲克室的獲利需繳交50%稅率的所得稅。美國賓夕法尼亞州上訴法院於2010年3月裁定德州撲克為非法賭博，因為認定德州撲克的運氣成份大於技巧成份。
在中国，德州扑克被列为违法赌博，且无中国国家体育总局的批准，不是中国认可的竞技类棋牌运动。2015年4月16日，正在中国江苏南京举办的“2015年中国(江苏)德州扑克大赛”因群众举报涉嫌赌博，被南京警方查处，组织者以开设赌场罪被警察刑事拘留。而前一次在北京举办的同类赛事逃过了公安部门的打击。此次在南京的参賽人员有2,000多人，其中包括中国著名歌手汪峰等（据媒体报道称，仅参加开幕式的“慈善赛”）。

## 規則
德州撲克不使用鬼牌，只使用52張撲克牌，是一種換牌撲克遊戲，每位玩家發两张牌面朝下的「底牌」，是每个牌手唯一的个人牌，只能在「鬥牌」时翻開。
以下敍述假定讀者熟悉一般撲克玩法和撲克牌型。相關基本介紹參見撲克、撲克牌型、撲克機會率和撲克術語。

### 牌局進行流程
第一輪前先決定座位及起始發牌位置。
1. 洗牌並切牌。
2. 本次輪到擔任盲注的玩家們下盲注。
3. 為每位玩家發兩張底牌。
4. 翻牌前（preflop）喊注。
5. 消一張牌後發出三張公共牌。
6. 翻牌圈（flop）喊注。
7. 消一張牌後發出一張公共牌（轉牌）。
8. 轉牌圈（turn）喊注。
9. 消一張牌後發出一張公共牌（河牌）。
10. 河牌圈（river）喊注。
11. 若有兩家或以上未蓋牌則攤牌比大小，依勝負分配總彩金。
12. 結束本回合，莊家位置依順時鐘次序移動至下一家進行下一輪。

### 座位分配方式與發牌次序
一般撲克錦標賽的座位均採取隨機分配，除撲克室另有規定外，私人遊戲多以抽牌比大小決定起始座位順序及第一個發牌者位置。抽牌選位的方法為每人發一張牌，抽到最大牌者為莊家，當有兩人以上抽到最大的牌（不比花色），重新抽牌直到其中一位玩家獨大為起始莊家。每一輪結束後，莊家依順時針方向由玩家依序輪流擔任。
下盲注（blinds）及切牌後進行發牌，無論是否由專屬發牌者或玩家發牌，皆由按鈕（dealer button）位置的下家(小盲注，SB)開始，依順時鐘方向派發，每輪一張共兩輪，每一個參加的玩家都會得到兩張底牌。Howard Lederer於其教學DVD：Secrets of  No-Limit Hold'em中建議由玩家擔任發牌者進行發牌時，由發牌者之上上家進行洗牌，由發牌者之上家(CO位子，Cut-off)，進行切牌，以降低作弊風險。

### 下注次序
第一輪下注稱為「翻牌前」（preflop），由下大盲注下家的玩家開始喊注（如無盲注，則為發牌人左方的玩家），以順時針方向繼續。
各圈喊注將持續直至每個玩家都已為以下三種狀態之一：
1. 蓋牌（fold），即捨棄並覆蓋手中的牌，放棄已投入底池的籌碼退出該局。
2. 跟注（call）投入了與所有其他未蓋牌的玩家等量的籌碼。
3. 全下（all-in），投入了尚餘的全部籌碼。

在「翻牌前」下注結束後，假使有至少兩名玩家未蓋牌，為防止作弊，發牌人須先將牌堆的最上面一張牌作廢覆蓋於牌桌上（此動作稱為銷牌（Burn Card）），再於牌桌上發出並同時翻開三張公共牌，然後開始第二輪（「翻牌」，flop）下注。這一輪及其後的下注，都是由發牌人後第一個尚未蓋牌的玩家開始，以順時針方向繼續進行喊注。
「翻牌」下注結束後，發牌人須再銷牌後，發出另一張公共牌，稱為「轉牌」（turn）（或「第四街」），開始第三輪下注。然後發牌人須再銷牌，發出最後一張公共牌，稱為「河牌」（river）（或「第五街」），之後開始第四輪下注。如有多於一名以上的玩家未蓋牌持續到最後則須攤牌比大小（showdown）。

### 下注形式

標準德州撲克遊戲盲注的位置，小盲注與大盲注緊接於發牌者之後

德州撲克通常規定大小兩個盲注（也可兼用底注（ante），特別在是撲克賽較後階段）。坐在發牌人（dealer）位置的牌手，前面有按鈕作標示。發牌人按鈕每局以順時針方向移動一個位置，發牌人和盲注位置隨之變動。位於發牌人順時針方向次一位置的牌手須下小盲注（small blind），金額等於大盲注（big blind）的一半。小盲注牌手的下一家的牌手須下大盲注，金額等於最低下注額。
在撲克比賽中，盲注/底注的金額會隨時間逐漸提高。有時大小盲注有不同比例，例如大小盲注分別為15元和10元也十分正常。「雙盲注制」在1980年代後較為流行，1980年代以前則是以單盲注制較為普遍。
如只剩兩名牌手，「一對一」（heads-up）特別規則會生效，盲注的位置會有所不同。在這個情況下，發牌人下小盲注，而他的對手須下大盲注，只有第一輪由發牌者先叫注，翻牌後的各輪皆由大盲注先行叫注。
德州撲克最常見的三個變種為限注（limit）、無限注（no-limit）和彩池限注（pot-limit）。美國賭場最流行的曾是限注德州撲克。

#### 最低加注金额限制
在所有種類的德州撲克中，加注必须等於或高於該圈最後一個加注玩家的加注金额，若該圈尚未有玩家加注，則加注金額必需大於或等於大盲注。例如：如第一位玩家由0加注为$10，第二位玩家的最少需加注$10 （总押注为$20）。

##### All-in後未達最低加注額時的重新加注限制
依賭場規則而異，若所餘籌碼All-in後仍低於最低加注金額，則此注僅視為跟注（call）而不能被當成加注（raise），亦及該圈若未有其他人再加注，則原加注者（此例中的第一位玩家）僅可跟注補齊或蓋牌，於此圈不可再行加注；亦有少部份賭場規定All-in後大於最低加注額的一半以上，原加注者即可重新加注。或是規定連續All-in累積的籌碼量已超過了最小下注或加注額後，原加注者即可重新加注。例如：A下注500，B加注到1000，C跟注1000，D持1300籌碼All-in（增加的注額為300，小於最低加注額500，不被視為加注），E持1700籌碼All-in（增加的注額為400，小於最低加注額500，不被視為加注）。若牌桌依累積增加的注額大於加注額（500）可再加注的規定，當A跟注或棄牌，B或C仍可以選擇再加注。加注的最小額度是上一次完整加注額。在上述例子中，最後一個完整加注額是500，因此選手B或C可以跟注至1700，或者再加注到2200以上。
各種下注規則請參看主要的德州撲克類型下注差異與例子。

### 鬥牌方式
如一名牌手加注，而其他所有牌手均蓋牌，則此牌手無需開牌，可直接贏得彩池中所有注碼。如有兩名以上的牌手在最後一輪下注結束時仍未蓋牌，則須進行鬥牌。鬥牌時，每名牌手以自己的兩張底牌，加上桌面五張公共牌，共七張牌中，取最大的五張牌組合決定勝負，當中可包括兩張或一張底牌，甚至只有公共牌。其餘的兩張不列入比較範圍，如使用的五張全是公共牌，牌手最多只能希望和其他牌手對分彩池，因為其他牌手也必定能以公共牌組成同樣的手牌。
某五張公用牌翻開後，可判定該局的「最佳手牌」（nut hand）。例如，如桌面翻開了2-3-7-8-Q，如公牌中沒有三張以上花色相同，「最佳手牌」即為一對Q，可與公牌組成最大的三條牌型7-8-Q-Q-Q。
如多於一名牌手擁有最大的手牌，彩池會由他們平等均分，不能平分的零頭數籌碼由發牌者後依順時針方向，尚未蓋牌的第一個牌手獲得(即位置相對最不利者)。很多時候牌手擁有牌型大小相若的手牌，但並非一模一樣，須以次大牌（kicker）決定勝負，若次大牌相同則依序比到使用的五張為止。譬如說鬥牌時剩下兩未蓋牌牌手A及B，A持有底牌為J-8，B持有底牌9-8，公共牌為6-7-8-Q-K時，若A、B均未有同花牌型時，此時A、B兩玩家均持有一對8，但A組成牌型為8-8-K-Q-J，B則為8-8-K-Q-9，此時為A玩家獲勝，此例中若公牌改為7-8-K-Q-A，則A與B組成牌型均為8-8-A-K-Q，未使用的牌不參與比較，此時即為平手，A及B依投注金額分配彩池籌碼，須注意，鬥牌時只計算數字，花色在德州撲克中無分大小。

#### 開牌次序
玩家開牌與否依撲克室的規則而略有不同，常見的有：
- 未蓋牌玩家可依序自行決定是否開牌。
- 跟到最後的未蓋牌玩家才可要求未蓋牌者開牌。
- 有跟到轉牌圈的玩家可要求未蓋牌者開牌。
- 任何玩家（包含已蓋牌者）皆可要求未蓋牌者開牌。

其中以【未蓋牌玩家自行決定是否開牌】最常被使用，開牌的順序為最後一圈的最後加注者為第一開牌者，若所有的玩家都All-in，則由第一個All-in的玩家為第一開牌者，然後依序採順時鐘方向，未蓋牌玩家可自行決定是否開牌（亦可蓋牌放棄，稱為muck），一旦決定開牌則需兩張牌都翻出，只開一張等同放棄開牌（蓋牌），若最後一圈未有玩家加注，則以按鈕位置順時針方向第一家尚未蓋牌者為第一開牌者，依順時鐘次序進行開牌。

### 彩池分配
當沒有玩家全押(all-in)時，彩池由未蓋牌的玩家中牌型最大的者獨得。當有一或多個玩家全押時，德州撲克的彩池分配較為複雜，超過玩家押注金額的部份將會形成一或多個邊池。玩家參與投注該彩池才有機會於該彩池勝出分配獎金。當一局結束而且所有已「全押」的玩家未持有最大牌型時，邊池（side pot）和主池（main pot）皆由牌面最佳獲勝的玩家贏得。
當一局結束而且有「全押」的玩家贏牌時，該玩家有參與投注的主池邊池獎金均歸該玩家，而其他邊池由參與該邊池投注裡，持有最大牌面的玩家贏得。在幾個玩家全押形成多個邊池時，依全押的順序分配給各邊池中最佳牌面的玩家，有最大牌面的玩家贏得該玩家全押前所累積的邊池。
已全押之玩家無法贏取全押後形成之彩池，亦及最多只能自其他每個跟牌之玩家處取得相當於本身全押之總籌碼數，全押後之下注可視為只在之後參與的玩家之間的獨立輸贏分配。
無人跟注的邊池（僅有一位玩家下注，剩下其他玩家都蓋牌）將會直接贏得該邊池，形同退還下注於該邊池之籌碼。

#### 彩池分配範例
例如ABCDEF六名玩家參與牌局，F於中途蓋牌退出，最終A全押投入$50，B全押投入$250，C全押投入$350，DE各投入$800，F投入$500，此時總彩池大小為$2750，形成了一個主池為50*6=$300，邊池各為（250-50）*5=$1000，（350-250）*4=$400，（500-350）*3=$450，（800-500）*2=$600，若最終組成牌面大小為F>A>B>D>E>C，但F已蓋牌不能分配任何彩池，則此局主池即為A於此局贏得的籌碼（$300），B可贏得第一個邊池（$1000），D參與至最後一個邊池，且牌面勝過參與第二、第三及第四邊池的所有玩家，因此可贏得剩下所有的邊池（400+450+600=$1450）

#### 彩池無法均分時的小額籌碼分配
當彩池由兩個以上玩家平分時，若有無法平分之小額籌碼，由順時鐘方向算過去，最靠近發牌者的贏家取得，舉例來說有ABCDE依順時鐘方向入座，A為本局發牌者，最小面額籌碼為$10，所有玩家皆未蓋牌至攤牌，最終由CDE勝出平分本局彩池$1000時，則DE各分到$330，而多出的$10將分配給最靠近A的贏家C，C於本局可分到$340。

### 牌型大小规则
德州撲克的牌型大小與一般撲克、梭哈、十三張、換牌撲克等等的撲克牌型大小順序相似，但牌型大小不分花色，玩家有可能平手，從大到小比牌（如：都有一對，數字大的勝出；數字相同，則是剩下的雜牌一張張比數字大小）。若五張比完大小相同，則均分彩池内的籌碼。
一般德州撲克牌型大小依序為：皇家同花順 > 同花順 > 四條（鐵支） > 葫蘆 > 同花 > 順子 > 三條> 兩對 > 對子 > 散牌。
但部分變種德州撲克，如短牌德州撲克等，因不使用部分紙牌，造成機率變動，而有不同的牌型大小規定。
- 同花大順（皇家同花順或最大同花順，Royal Straight Flush）

同花色的A，K，Q，J和10。
平手牌：公牌開出同花大順，則所有未蓋牌的玩家平手平分籌碼。
- 同花順（Straight Flush）

五張同花色的連續數字牌。同時有同花順時，數字最大者為贏家。
平手牌：公牌開出同花順為最大時，則所有未蓋牌的玩家平手平分籌碼。
- 鐵支（四條，Four of a kind）

其中四張是相同數字的撲克牌，第五張是剩下牌組中最大的一張牌。若有一家以上持有四條（公牌開出四條），則比較第五張牌（起腳牌），最大者為贏家。
平手牌：公牌開出四條時，最後一張雜牌（或稱為kicker、次大牌、踢腳牌，一副牌型組合中剩下來沒有用作湊牌型的牌，用於牌型相同時比大小）數字也相同時。
- 葫蘆（夫佬或满堂红，Full house）

由三張相同數字及任何两张其他相同數字的撲克牌组成，如果同時有多人拿到葫蘆，三张相同數字中數字較大者為赢家。如果使用多副牌且三张牌都一样，则再比两张牌中數字较大者赢家。
平手牌：五張牌數字都一样，则平分彩池。
- 同花（Flush）

此牌由五张不按顺序但相同花色的扑克牌组成，如果不只一人有此牌組，则牌面數字最大的人赢得该局，如果最大數字相同，则由第二、第三、第四或者第五张牌来决定胜负。
平手牌：公牌的同花就是最大的同花牌型時，平分彩池。
- 顺子（Straight）

此牌由五张連續數字扑克牌组成，如果不只一人有此牌組，则五张牌中數字最大的赢得此局，10-J-Q-K-A為最大的順子，A-2-3-4-5為最小的順子。
平手牌：如果五張牌數字都相同，平分彩池。
- 三条（Three of a kind）

由三张相同數字和两张不同數字的扑克牌组成，如果不只一人有此牌組，则三张牌中數字者最大赢得該局。如果使用多副牌且三张牌數字大小相同，則比較不同點數的兩張牌中數字較大者，若相同時再比第五张，數字大的人赢。
平手牌：如果五張牌數字都相同，则平分彩池。
- 两对（Two pair）

两对數字相同但两两不同的扑克和一张雜牌组成，共五張牌。
平手牌：如果不只一人持有此牌型，持有數字比较大的對子者為贏家，若較大數字對子相同，則比較小對子的數字，如果两对對子數字都相同，那么第五张牌（kicker）數字较大者赢。如果連第五張牌數字也相同，则平分彩池。
- 对子（Pair）

由两张相同數字的扑克牌和另三张無法組成牌型的雜牌组成。
平手牌：如果不只一人持有此牌型，则持有較大數字對子者為贏家，如果对牌數字相同，则依序比较剩下的三张牌，數字最大者為赢家，如果五張牌都一样，则平分彩池。
- 烏龍（高牌或散牌, High card，No-pair，Zilch）

無法組成以上任一牌型的雜牌。
平手牌：如果不只一人抓到此牌，则比较數字最大者，如果數字最大的相同，则依序比较第二、第三、第四和第五大的，如果五張牌都相同，则平分彩池。

## 主要的德州撲克類型下注差異與例子
德州撲克依下注形態的不同，常見有以下三種變種：

### 限注式德州扑克（limit texas）
限注式德州撲克下注金額是固定的。注限的高低决定於大盲注的大小。在一个$1/$2牌局裡，小盲注是$0.50，大盲注是$1。在限注德州扑克裡，$1/$2牌局代表下限注$1，上限注$2。首兩輪（即「翻牌前」和「翻牌」）的下注（bet）和加注（raise）須和大盲注相同，稱為「小注」，在此例中為$1。其後兩輪（即「轉牌」和「河牌」）的下注和加注須等於大盲注的兩倍，稱為「大注」，在此例中為$2。限注德州撲克每位玩家每一輪最多只能下注四次：下注、加注、再加注、最後加注。
每一个押注圈只允许一次下注與三次加注。打个比方——在翻牌圈裡，某人开始押注$1。下一个玩家如果选择加注（只能下$1），注额就是$2。接下来的人可以不跟（蓋牌），或跟注至$2，或者“反加（re-raise）”至$3。若有人跟进至$3，后面的玩家也可以再反加至$4。可是一旦有人反加至$4，此押注圈就到了三次加注的上限，這圈任何人都不能再“反加”了。接下来的玩家只能跟注至$4或蓋牌。

### 彩池限注德州扑克（pot limit）
指每轮下注过程中，除了最低加注金額與大盲注相等外，加注额另有上限限制，下注金額最低須等於大盲注金額，但玩家最大可下與目前底池金額相等的注（計算目前彩池時需先包含要本次自己要跟注的籌碼），加注次數亦沒有限制。
舉例來說，目前彩池為$1000，大盲注為$100，上家下注$100，彩池變為1000+100=$1100，此時你能加注的最大上限為：原本要跟注（call）上家的$100，此時彩池變為$1100+$100（你的跟注）=$1200，則此時最大可加注為$1200，加上原本跟注的$100，此次加注最大總金額為$100+$1200=$1300，加注後彩池為$2400，再下家可加注之最大上限為$1300（跟注）+$3700=$5000，總彩池變為$7400。

### 無限注德州扑克（no-limit）
無限注德州撲克是德州撲克裡最受歡迎的玩法。在這個玩法中，玩家在輪到自己下注時可下注至當時持有的全部籌碼，若僅為下注時，則最少須滿足该押注圈的注限；加注時須滿足當時的最小加注額。若有玩家全押，在滿足加注條件時，其他手上有更多籌碼的玩家仍然可以再加注。如果这时候如果没有其他還沒蓋牌的玩家有足够的籌碼再行加注而只能跟注或蓋牌的話，牌局就直接發完剩餘的公牌並進行“攤牌”比大小。持有最好牌型的玩家可贏得主池及有參與的邊池（sidepot），其後再加注的玩家仍有可能赢走其他邊池。
下注金額最低須等於大盲注金額，每一輪可加注的注碼和次數均無上限。無限注德州撲克常見於電視版的撲克比賽，也是撲克世界賽的主要項目。在無限注德州撲克中，牌手可下注或加注檯面上任何下限以上的注碼，甚至是「全押」（all-in，加注額為該玩家目前桌上所有的籌碼），如同Five-card stud中的梭哈（Show hand）。最小加注額為大盲注或該輪最後一次的加注額之較大者。如果某人加注，同一輪中，其他於加注者之後的玩家要再加注，则加注金額至少需等於最後一次加注者的加注额。比如：大盲是2元，大盲加注6元，即下注8元，則其後的玩家要再加注，最低须加注该加注额，也就是再加注6元以上，此次加注的最小總下注額為：2+6（跟之前的加注）+6（自己的加注額）=14元。這一輪中有玩家要再加注，最少也必须再加前次的加注額（本例此時為6元），亦即最小加注總下注額為2+12+6=20元；同一輪加注持續直到參與本輪的玩家都投入了相同金額或All-in後，再進入次輪牌局的流程（發牌/喊注/攤牌）。

## 遊戲例子

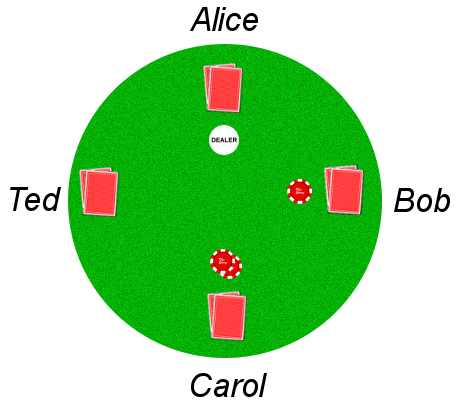
範例手牌座位順序

這是個四名玩家參與的牌局，用以示範牌局進行的流程：
發牌前強制性下注：Alice是本局的莊家（dealer），左方的Bob須下小盲注1元，而Carol須下大盲注2元。
發牌：Ted切牌後由Alice依順時針方向為每位玩家發兩輪底牌，每輪一張，由Bob開始，自己最後。
翻牌前：Ted必須首先作反應，因為他是大盲注後的第一名牌手（俗稱UTG，Under the Gun）。他選擇不下注（即不跟2元盲注），所以只能蓋牌。Alice跟注2元，Bob選擇跟注再投入1元（加上原先的小盲注1元成為2元跟注），Carol有權加注，但她選擇不加注而只「過牌」（check），首輪下注結束。彩池中現有6元，三名牌手每人投入了2元。
翻牌：Alice現在翻開三張公共牌9♣ K♣ 3♥。這一輪和之後的下注均由發牌人左方的第一位未蓋牌玩家（這局是Bob）開始。本次Bob選擇過牌，Carol開始下注2元，Ted已經蓋牌，而Alice決定加注2元（共投入4元，2元跟注，2元加注），Bob決定跟注投入4元。Carol亦決定跟注，再投入2元。因本輪已無人再加注，因此Alice無法再加注，本輪結束。彩池中現有18元，包括上輪的6元和今輪的12元。
轉牌：Alice翻開轉牌，是5♠。Bob和Carol選擇過牌，Alice亦過牌，轉牌輪無人加注，直接進入下一輪，彩池仍有18元。
河牌：Alice翻開最後一張河牌，是9♦，因此桌面上最後有9♣ K♣ 3♥ 5♠ 9♦. Bob下注4元，Carol跟注，而Alice蓋牌（Alice的底牌為A♣ 7♣，她原本希望河牌為梅花，可組成同花）
鬥牌：Bob翻開底牌Q♠ 9♥，最大的五張組合為9♣ 9♦ 9♥ K♣ Q♠，即三條9，次大牌為K-Q。Carol翻開底牌K♠ J♥，最後手牌為K♣ K♠ 9♣ 9♦ J♥，即K和9兩對，次大牌為J。Bob在鬥牌中勝出，贏得彩池中的26元。

### 次大牌和排序
以下另外舉一個例子說明次大牌排序在和牌時的重要性，以及五張牌規則的應用。轉牌後，桌面的牌和牌手的底牌如下（牌手並不知道彼此的底牌）：
| 公共牌 （轉牌後） 8♠ Q♣ 8♥ 4♣ | 公共牌 （轉牌後） 8♠ Q♣ 8♥ 4♣ | 公共牌 （轉牌後） 8♠ Q♣ 8♥ 4♣ | 公共牌 （轉牌後） 8♠ Q♣ 8♥ 4♣ |
| ----------------------------- | ----------------------------- | ----------------------------- | ----------------------------- |
| Bob K♥ Q♠                     | Carol Q♥ 10♦                  | Ted J♣ 2♣                     | Alice 10♣ 9♣                  |

此時，Bob以Q♠ Q♣ 8♠ 8♥ K♥組成Q和8兩對領先，次大牌為K，以此大過Carol的Q♥ Q♣ 8♠ 8♥ 10♦。Alice和Ted都希望最後一張牌是梅花，那會使他們都能組成同花，在這狀況下，Ted的同花較大，將在鬥牌中勝出。例如，若最後的牌是7♣，Ted的同花會是Q♣-J♣-7♣-4♣-2♣，而Alice會是Q♣-10♣-9♣-7♣-4♣，Ted持有較大之同花牌而勝出。Alice透過攤牌贏得勝利的機會只有河牌發出J時，此時同花不可能成立，但Alice最後牌型會是Q-J-10-9-8的順子，勝過其他三人擁有的兩對。不過，這局最後的牌是A♠，對他們都沒有幫助。Bob和Carol仍有兩對，但現在他們都以最後的A為次大牌，組成Q和8兩對Q-Q-8-8-A。Bob的K不再被計算，因為現在桌面上的A同時成為兩手牌的第五張牌，而一手牌只由五張牌組成，所以彩池將由Bob與Carol均分。

### 鬥牌例子
以下是另一個鬥牌例子：
| 公牌 4♣ K♠ 4♥ 8♠ 7♠ | 公牌 4♣ K♠ 4♥ 8♠ 7♠ | 公牌 4♣ K♠ 4♥ 8♠ 7♠ | 公牌 4♣ K♠ 4♥ 8♠ 7♠ |
| ------------------- | ------------------- | ------------------- | ------------------- |
| Bob A♣ 4♦           | Carol A♠ 9♠         | Ted K♥ K♦           | Alice 5♦ 6♦         |

每個牌手以可用的七張牌中選五張組成最大的牌型，他們有：
| Bob   | 4♣ 4♥ 4♦ A♣ K♠ | 三條4、次大牌為A-K |
| Carol | A♠ K♠ 9♠ 8♠ 7♠ | 同花               |
| Ted   | K♠ K♥ K♦ 4♣ 4♥ | K葫蘆搭一對4       |
| Alice | 8♠ 7♠ 6♦ 5♦ 4♥ | 順子               |

這個情況下，Ted的葫蘆最大、Carol次之、Alice第三、Bob最小。

## 撲克策略
撲克書籍的作者多數建議新手於德州撲克中採用TAG（tight-aggressive）的打法
，TAG風格指的是緊（tight，打得手數少）而積極（aggressive，大多數時間總是加注），雖然這種風格被大為推薦，但仍有部份職業撲克選手採用其他的策略（loose-aggressive，loose/tight-passive)。
幾乎所有撲克書籍作者都同意在德州撲克中（尤其是無限注德州撲克）
，玩家在該局的加注順序（位置）占了很重要的地位，由於位置較後的玩家可於叫注前得到較多的資訊，便於判斷局勢以決定下注策略，因此通常該局位置較前，位置較為不利時，玩家願意打的起始牌型會比位置較後時緊很多。
由於規則的差異，一般cash game與tournament game的策略大為不同，在cash game中，限注式德州撲克與無限注德州撲克所適用的策略也不盡相同，職業玩家通常會針對不同的對手和牌局特性混合使用不同的策略。
學術界也對撲克遊戲的複雜度感到興趣，學界對撲克錦標賽建立的計量模型已有部份成果，目前亞伯達大學（University of Alberta）
及卡內基美隆大學（Carnegie Mellon University，CMU）應用賽局理論及人工智慧技術開發撲克遊戲策略程式。

### 翻牌前鬆與緊
鬆（loose）與緊（tight）的差別在於翻牌前願意玩的手牌多寡，打的較鬆的玩家，願意在翻牌前較不利的狀況下投入籌碼參與該回合，比如說底牌較為不利或位置較為前面時，底牌的變化性較大，對手較難推測是該策略的優勢。
打的緊的玩家剛好相反，通常是等到底牌組成較有利時（持有大牌或對子時）或位置較有優勢時才投入該局，在機率上相對於打得鬆的玩家可占有一定優勢。

### 積極與消極打法
積極（aggressive）與消極（passive）的打法不同之處主要在於加注策略，在相同情形下，積極型的玩家大部份時間傾向於加注而非僅僅跟注，消極型玩家的打法則相反，大多是跟注而較少加注。

## 線上扑克
方便、可匿名、花費少是在线德州扑克受歡迎的幾個主要原因。線上撲克大多提供在申請帳戶或第一次儲值入金時，提供免费籌碼鼓勵玩家加入，玩家可以靠小型锦标赛（也就是所谓的“卫星赛”）贏取獎金及更大型比賽（如WSOP）的入場券。2003和2004年世界扑克大赛的冠军均出自線上撲克卫星赛。
線上撲克自1998年出现，2003年起ESPN直播WSOP撲克賽事與广告宣传，使得線上撲克的利润在2004年成长了2倍，而且继续保持迅猛的势头。

## 類似玩法的撲克
德州撲克有許多玩法近似的變種：
- 皇家德州撲克(Royal hold'em)：不使用2至9的撲克牌進行的德州撲克遊戲，相較於傳統的德州撲克而言更容易湊出大牌。因只使用20張牌，所以最多只能容納6名玩家同時進行。
- 短牌德州撲克(Six-plus hold'em/Short-deck hold 'em)：類似皇家德州撲克的玩法，不使用2至5的撲克牌玩法，因此又稱為6+德州撲克。特點在於大牌更容易做成，大幅降低高牌等小牌的機率，其比牌順序與標準德撲也不同，修改為同花>葫蘆，三條>順子，但有部份比賽規則中順子仍大於三條，而最小的順子則是A6789，所有玩家都須先下前注(Ante)，按鈕位除前注外，需另下盲注(通常為與前注同)。
- 奧馬哈撲克(Omaha hold'em)：與德州撲克不同之處在於，每個玩家發四張底牌，其中必選兩張手牌與三張公牌組成牌組比大小，而不是像德州撲克一般可以任選0~2張手牌來和公牌組成手牌，奧馬哈撲克另有變種玩法高低奧馬哈撲克。
- 五張換牌撲克（Five-card draw poker）：每個玩家先發五張牌，玩家視需要最多可抽換三張牌來組出最大的手牌。
- Lowball（英语：Lowball (poker)）：由牌型小的玩家獲勝，有許多的變種規則。
- Razz（英语：Razz）：最常見的Lowball Poker，Ace-to-five規則，（最小手牌為5-4-3-2-A，牌型組合中沒有同花及順子）。
- HORSE（英语：HORSE (poker)）混合賽：循環交替進行五種不同的撲克比賽，有Texas Hold'em、Omaha Eight or Better、Razz、Seven-Card Stud、Seven-Card Stud Eight or Better，英文各取一字縮寫即為HORSE。

## 參看
- （英文）德州撲克各種底牌獲勝機率（英语：Poker_probability）
- （英文）撲克名詞解釋（英语：Glossary_of_poker_terms）
- （英文）中的“Texas Holdem”